# Duas Igrejas (Paredes)
Duas Igrejas ist eine Gemeinde (Freguesia) im portugiesischen Kreis Paredes. In ihr leben 3649 Einwohner (Stand 19. April 2021).